# ويليام إتش باين
ويليام إتش باين (بالإنجليزية: William H. Payne)‏ هو مترجم أمريكي، ولد في 12 مايو 1836 في فارمينغتون في الولايات المتحدة، وتوفي في يونيو 1907 في آن آربر في الولايات المتحدة.